# Lundeborg

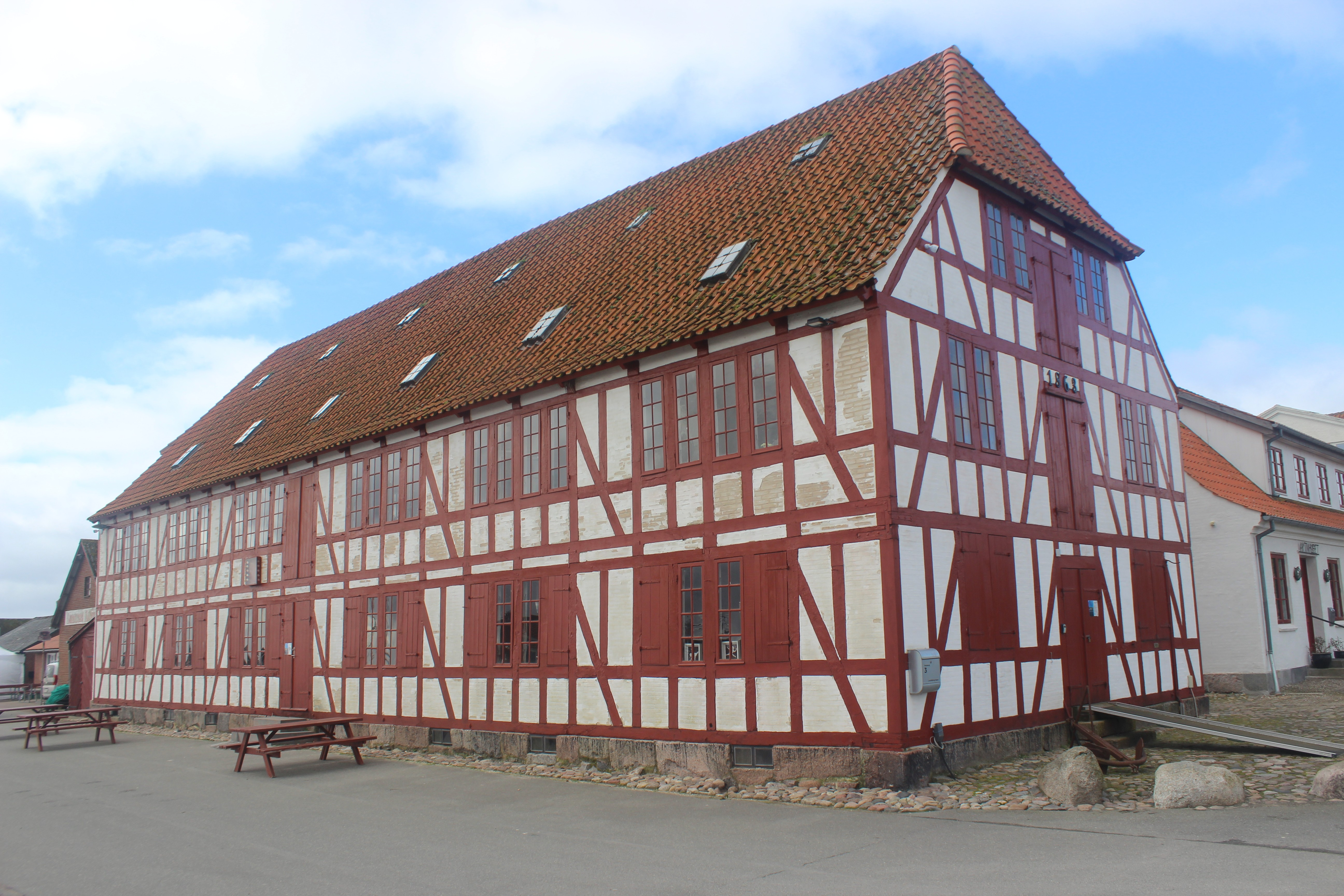
Packhaus am Hafen von Lundeborg

Lundeborg ist eine kleine Hafenstadt mit 424 Einwohnern (Stand: 1. Januar 2023) an der Ostküste der dänischen Insel Fyn (deutsch Fünen).

## Geschichte
Ursprünglich gehörte Lundeborg zur Kirchspielsgemeinde (dänisch Sogn) Oure Sogn, innerhalb dessen ein Kirchenbezirk Lundeborg Kirkedistrikt entstand, der mit der Abschaffung der dänischen Kirchenbezirke am 1. Oktober 2010 das selbständige Sogn Lundeborg Sogn wurde. Es gehört zur Svendborg Kommune in der Region Syddanmark. Bis 1970 gehörte Oure Sogn zur Harde Gudme Herred im Svendborg Amt, danach zur Gudme Kommune im Fyns Amt, die im Zuge der Kommunalreform zum 1. Januar 2007 in der Svendborg Kommune aufgegangen ist.
Im August 2024 wurde Lundeborg zu Dänemarks "Dorf des Jahres" (Årets Landsby) 2024 ernannt.

## Infrastruktur
Lundeborg verfügt über einen Fischerei- und einen Yachthafen. Früher verkehrte eine Fähre nach Lohals auf Langeland, deren Anleger noch zu sehen ist. Durch die Einstellung des Fährbetriebes beträgt die Fahrstrecke von Lundeborg nach Lohals über Svendborg, die Svendborgsundbroen, Tåsinge, Siødæmningen, die Langelandsbroen und Rudkøbing nunmehr 65 km.
Wahrzeichen des Ortes ist das Packhaus am Hafen von 1863, das unter Denkmalschutz steht.